# Prix Reid
Pour les articles homonymes, voir Reid.
Le prix W. T. et Idalia Reid est un prix annuel décerné par la Society for Industrial and Applied Mathematics (SIAM) pour des recherches remarquables, ou d'autres contributions, dans les domaines des équations différentielles et de la théorie du contrôle. Il a été créé en 1994 en mémoire du  professeur de mathématiques W. T. Reid, longtemps enseignant à l'université de l'Oklahoma, mort en 1977,.

## Lauréats
Les lauréats du prix Reid sont les suivants :
- 1994: Wendell Fleming
- 1996: Roger W. Brockett
- 1998: Jacques-Louis Lions
- 2000: Constantine Dafermos
- 2001: Eduardo Sontag
- 2002: Harvey Thomas Banks
- 2003: Harold J. Kushner
- 2004: Arthur J. Krener (en)
- 2005: Christopher I. Byrnes
- 2006: Peter E. Kloeden
- 2007: Héctor J. Sussmann
- 2008: Max Gunzburger
- 2009: Anders Lindquist (en)
- 2010: John A. Burns
- 2011: Irena Lasiecka
- 2012: Ruth F. Curtain
- 2013: Tyrone Duncan
- 2014: Alain Bensoussan
- 2015: Francis Clarke
- 2016: Yannís G. Kevrekidis (en)
- 2017: Jean-Michel Coron
- 2018: Volker Mehrmann
- 2019: Miroslav Krstić (en)[4]
- 2020: Roland Glowinski
- 2021: Karl Kunisch[5]
- 2022: Enrique Zuazua
- 2023: Robert McCann
- 2024: Benedetto Piccoli[6]
- 2025: Marius Tucsnak[7]